# Ariane Etienne-Kfouri
Ariane Etienne-Kfouri (Bern, 18 april 1935 - Khartoem, 19 februari 2010) was een Zwitserse psychologe en hooglerares.

## Biografie
Ariane Etienne-Kfouri behaalde in 1959 haar licentie in de psychologie aan de Universiteit van Genève. In 1965 doctoreerde ze vervolgens aan dezelfde universiteit rond het thema van de genetische psychologie. Nadien was ze van 1966 tot 1967 docent biologie. Vervolgens was ze van 1968 tot 1971 als postdoctoraal onderzoekster verbonden aan de faculteit zoölogie van de Universiteit van Cambridge. In 1972 keerde ze terug naar Genève, waar ze assistent-professor werd. Van 1976 tot 1980 was ze vervolgens buitengewoon hooglerares en van 1981 tot 2000 gewoon hooglerares biologie aan de Universiteit van Genève. In 2000 ging ze op emeritaat. In 2010 overleed ze in Khartoem, in Soedan.